# Gabriel Elorriaga Fernández
Gabriel Elorriaga Fernández   (Ferrol, 4 de febrer de 1930 - Madrid, 27 d'abril de 2025) va ser un advocat gallec i polític conservador establert a Castelló de la Plana.

## Biografia
Llicenciat en dret i en periodisme per la Universitat Complutense de Madrid, de jove va estar relacionat amb el Frente de Juventudes i amb el Sindicato Español Universitario (SEU). Va col·laborar amb els sectors que van intentar introduir cert pluralisme. A causa d'això va ser una de les set persones empresonades amb motiu de les revoltes estudiantils de 1956, en les quals van confluir, per primera vegada en el règim franquista, els desitjos d'aperturisme d'un grup de joves de diferent tendència política (Javier Pradera, Enrique Múgica, Ramón Tamames i Fernando Sánchez Dragó, entre altres).
Després d'abandonar la presó va ocupar diferents càrrecs. Va ser responsable de publicacions de l'Instituto de Estudios Políticos, Cap del gabinet Tècnic del Ministre d'Informació i Turisme (amb Manuel Fraga, 1962-1969), fundà la revista Familia Española i fou nomenat governador civil de Santa Cruz de Tenerife (1969-1971). En la dècada de 1970 fou membre del Consell Nacional de Premsa i del Consell Assessor de Programació de RTVE. Durant la Transició Espanyola fou membre de Reforma Democràtica i un dels membres fundadors d'Aliança Popular,
Fou elegit diputat pel Partit Popular a la província de Castelló a les eleccions generals espanyoles de 1982, 1986, 1989 i 1993. Fou Vicepresident Segon de la Comissió de Defensa i de la Comissió Mixta per a l'Estudi del Problema de la Droga del Congrés dels Diputats (1990-1993)
Fou escollit senador a les eleccions generals espanyoles de 1996, 2000 i 2004. Fou membre de la Diputació Permanent del Senat.

## Obra publicada
- La vocación política (inicialment publicat en 1962),
- Información y política (1964)
- Democracia fuerte (1975)
- El camino de la concordia: de la cárcel al parlamento (Debate, 2007)
- Sed de Dios (Península, 2012)